# Oldřich Rott
Oldřich Rott, né le 26 mai 1951 à Třebechovice pod Orebem (Tchécoslovaquie), est un footballeur tchèque, évoluant au poste de milieu de terrain. Au cours de sa carrière, il évolue au Spartak Hradec Králové, au Dukla Prague, à l'EPA Larnaca et au Slavia Prague ainsi qu'en équipe de Tchécoslovaquie.
Rott ne marque aucun but lors de ses trois sélections avec l'équipe de Tchécoslovaquie entre 1978 et 1979. Il participe aux Jeux olympiques en 1980 et au Championnat d'Europe en 1980 avec l'équipe de Tchécoslovaquie.

## Biographie
Oldřich Rott reçoit 3 sélections en équipe de Tchécoslovaquie : le 17 mai 1978 contre le Brésil, le 11 octobre 1978 contre la RDA et enfin le 14 mars 1979 face à l'Espagne.
Oldřich Rott participe aux Jeux olympiques de 1980 avec l'équipe de Tchécoslovaquie. Lors du tournoi olympique, il joue 5 matchs et remporte la médaille d'or.

## Carrière de joueur
- 1970-1973 : Spartak Hradec Králové
- 1973-1983 : Dukla Prague
- 1983-1984 : EPA Larnaca
- 1984-1985 : Slavia Prague

## Palmarès

### En équipe nationale
- 3 sélections et 0 but avec l'équipe de Tchécoslovaquie entre 1978 et 1979
- Vainqueur des Jeux olympiques en 1980

### Avec le Dukla Prague
- Vainqueur du Championnat de Tchécoslovaquie en 1977, 1979 et 1982
- Vainqueur de la Coupe de Tchécoslovaquie en 1981 et 1983